# Фатуново
Фатуново (рос. Фатуново) — селище в Коноському районі Архангельської області Російської Федерації.
Населення становить 11 осіб. Входить до складу муніципального утворення селище Мирний.

## Історія
Від 2004 року входить до складу муніципального утворення селище Мирний.

## Населення
| 2002 | 2010 | 2012 |
| ---- | ---- | ---- |
| 19   | ↘11  | →11  |